# Yarrowee River
Yarrowee River är ett vattendrag i Australien. Det ligger i delstaten Victoria, omkring 91 kilometer väster om delstatshuvudstaden Melbourne.
Trakten runt Yarrowee River består till största delen av jordbruksmark. Runt Yarrowee River är det mycket glesbefolkat, med 4 invånare per kvadratkilometer. Genomsnittlig årsnederbörd är 764 millimeter. Den regnigaste månaden är juni, med i genomsnitt 94 mm nederbörd, och den torraste är januari, med 26 mm nederbörd.